# 4. Luftwaffen-Felddivision
Die 4. Luftwaffen-Felddivision war ein militärischer Verband der Wehrmacht während des Zweiten Weltkriegs. Sie wurde aus Personal der Luftwaffe aufgestellt und kam vom Winter 1942 bis zum Juni 1944 im Deutsch-Sowjetischen Krieg zum Einsatz.

## Geschichte

### Aufstellung
Die 4. Luftwaffen-Felddivision wurde zusammen mit der 2. bis 6. Luftwaffen-Felddivision am 25. September 1942 unter dem Kommando des XIII. Fliegerkorps auf dem Truppenübungsplatz Groß Born aufgestellt. Die Ausbildung der Division endete am 10. Oktober 1942.

### Verlegung an die Ostfront
Zusammen mit der 3. Luftwaffen-Felddivision wurde sie im II. Luftwaffen-Feldkorps an der Front der Heeresgruppe Mitte ab Dezember 1942 bei Witebsk eingesetzt.

## 4. Feld-Division (L)

### Aufstellung durch Umbenennung
Als alle Luftwaffen-Felddivisionen ab dem 20. September 1943 von der Luftwaffenführung an das deutsche Heer abgegeben wurden, benannte man die Division am 1. November 1943 in 4. Felddivision (L) um.

### Eingliederung der Reste der 2. LW-FD
Nachdem die Stadt Newel im Oktober 1943 von sowjetischen Truppen zurückerobert worden war, nahm die 4. Luftwaffen-Felddivision Teile der zerschlagenen 2. Luftwaffen-Felddivision auf.

### Eingliederung der Reste der 3. LW-FD
Im Januar 1944 nahm die Division Teile der zerschlagenen 3. Luftwaffen-Felddivision auf.

### Vernichtung
Die Division wurde während der sowjetischen Operation Bagration am 25. Juni 1944 bei Witebsk eingeschlossen und am 27. Juni 1944 bei einem Ausbruchsversuch zerschlagen. Der Divisionskommandeur, Generalleutnant Robert Pistorius kam dabei zusammen mit einem Großteil der Soldaten ums Leben. Die Überlebenden gerieten in sowjetische Kriegsgefangenschaft.
Nach der Vernichtung erfolgte bis zum Kriegsende keine Neuaufstellung der Division.

## Gliederung
4. Felddivision (L)
- Jäger Regiment 49 (L) (I. und II. Bataillon)
- Jäger Regiment 50 (L) (I. und II. Bataillon)
- Jäger Regiment 51 (L) (I. und II. Bataillon)
- Artillerie Regiment 4 (L) (I.–III. Abteilung)
- Panzerjäger-Abteilung 4 (L) (drei Kompanien)
- Divisionstruppen 4 (L) mit Kompanien und Staffeln

## Kommandeure
- Generalleutnant Rainer Stahel (25. September 1942)
- Generalmajor Hans-Georg Schreder (22. November 1942)
- Generalmajor Wilhelm Völk (8. April 1943)
- Generalmajor Hans Sauerbrey (5. November 1943)
- Generalmajor Wilhelm Völk (20. November 1943)
- Generalmajor Heinrich Geerkens (Dezember 1943)
- Generalleutnant Robert Pistorius (24. Januar bis 27. Juni 1944)